# Pahra
Pahra fou un estat tributari protegit a l'agència de Bundelkhand, un dels territoris Chaubis de Kalinjar. Les terres de la família Chaubi a la regió de Kalinjar foren repartides el 1812. La superfície era de 70 km² amb 31 pobles i una població de 4.016 habitants el 1881 quasi tots hindús (menys 72 musulmans i 52 animistes). Els ingressos estimats eren de 1.300 lliures. El 1881 va pujar al tron Chaube Radha Charan. La capital de l'estat era Chaubepur, que el 1901 tenia 878 habitants.